# Daniel Feierstein
Daniel Eduardo Feierstein (Buenos Aires, Argentina, 25 de diciembre de 1967) es un sociólogo e investigador argentino, especialista en el estudio de las prácticas sociales genocidas. Presidió la International Association of Genocide Scholars (IAGS) durante el período 2013-2015.

## Biografía
Daniel Feierstein nació en Buenos Aires, en el barrio de Villa Pueyrredón. Estudió en la Universidad de Buenos Aires, donde obtuvo los títulos de Licenciado en Sociología y Doctor en Ciencias Sociales en la Facultad de Ciencias Sociales.
Es investigador principal del Consejo Nacional de Investigaciones Científicas y Técnicas (CONICET) por el Centro de Estudios sobre el Genocidio de la Universidad Nacional de Tres de Febrero (UNTREF). En la Facultad de Ciencias Sociales de la UBA, ejerce como Director del Observatorio de Crímenes de Estado (OCE) y como profesor titular regular de la materia Análisis de las Prácticas Sociales Genocidas en la carrera de Sociología.
Ha publicado artículos en castellano, francés e inglés, en diversas publicaciones científicas y jurídicas sobre temas como racismo, crímenes estatales masivos, conceptualizaciones de genocidio, entre otros.
Feierstein es miembro del Tribunal Permanente de los Pueblos.Se desempeñó en las sesiones sobre Sri Lanka (2010 y 2013, en esta última como copresidente del tribunal de jueces), México (2014), Myanmar (2017, como presidente del tribunal de jueces), Colombia (2021) y Papua Occidental (2024, como presidente del tribunal de jueces).

## Obra
- El pasado en la batalla cultural. La disputa por el sentido de los genocidios. Buenos Aires: Prometeo. 2024.[8]
- Pandemia. Fondo de Cultura Económica. 2021. (traducido al inglés como Social and Political Representations of the COVID-19 Crisis. Routledge, 2022[9]).
- Nuevos estudios sobre genocidio. México: Heredad, 2020.[10]
- La construcción del enano fascista. Los usos del odio como estrategia política en Argentina. Buenos Aires: Capital Intelectual. 2019.
- Los dos demonios (recargados). Buenos Aires: Marea. 2018.
- Introducción a los Estudios sobre Genocidio, FCE y EDUNTREF, 2016.
- Memorias y Representaciones. Sobre la elaboración del genocidio. Buenos Aires: FCE. 2012[11] (traducido al inglés como Memories and Representations of Terror. Working through Genocide Volume 1st., Routledge, 2023).[12]
- Juicios. Sobre la elaboración del genocidio II. Buenos Aires: FCE. 2015.[13]
- Genocidio como práctica social (entre el nazismo y la experiencia argentina), Fondo de Cultura Económica, Buenos Aires, 2007 (trad. al francés como Le Génocide comme Pratique Sociale. Du Nazisme à l`experience argentine, Geneve: Metispresses, 2013 y al inglés como Genocide as Social Practice. Reorganizing Society under the Nazis and Argentina´s Military Juntas, New Jersey: Rutgers University Press, 2013).
- Seis estudios sobre Genocidio. Análisis de la relaciones sociales: otredad, exclusión y exterminio, EUDEBA, Buenos Aires, 2000.

### En coautoría
- Tinieblas del crisol de razas, Editorial Cálamo de Sumer, Buenos Aires, 1999. ISBN: 978-987-9448-02-1

### Compilaciones
- Terrorismo de Estado y genocidio en América Latina, Prometeo, Buenos Aires, 2009.

- Genocidio. La administración de la muerte en la modernidad, EDUNTREF, Buenos Aires, 2005.
- Hasta que la muerte nos separe. Poder y prácticas sociales genocidas en América Latina, Ediciones al Margen, Buenos Aires, 2004.